# Walter Gottfried von Auwers

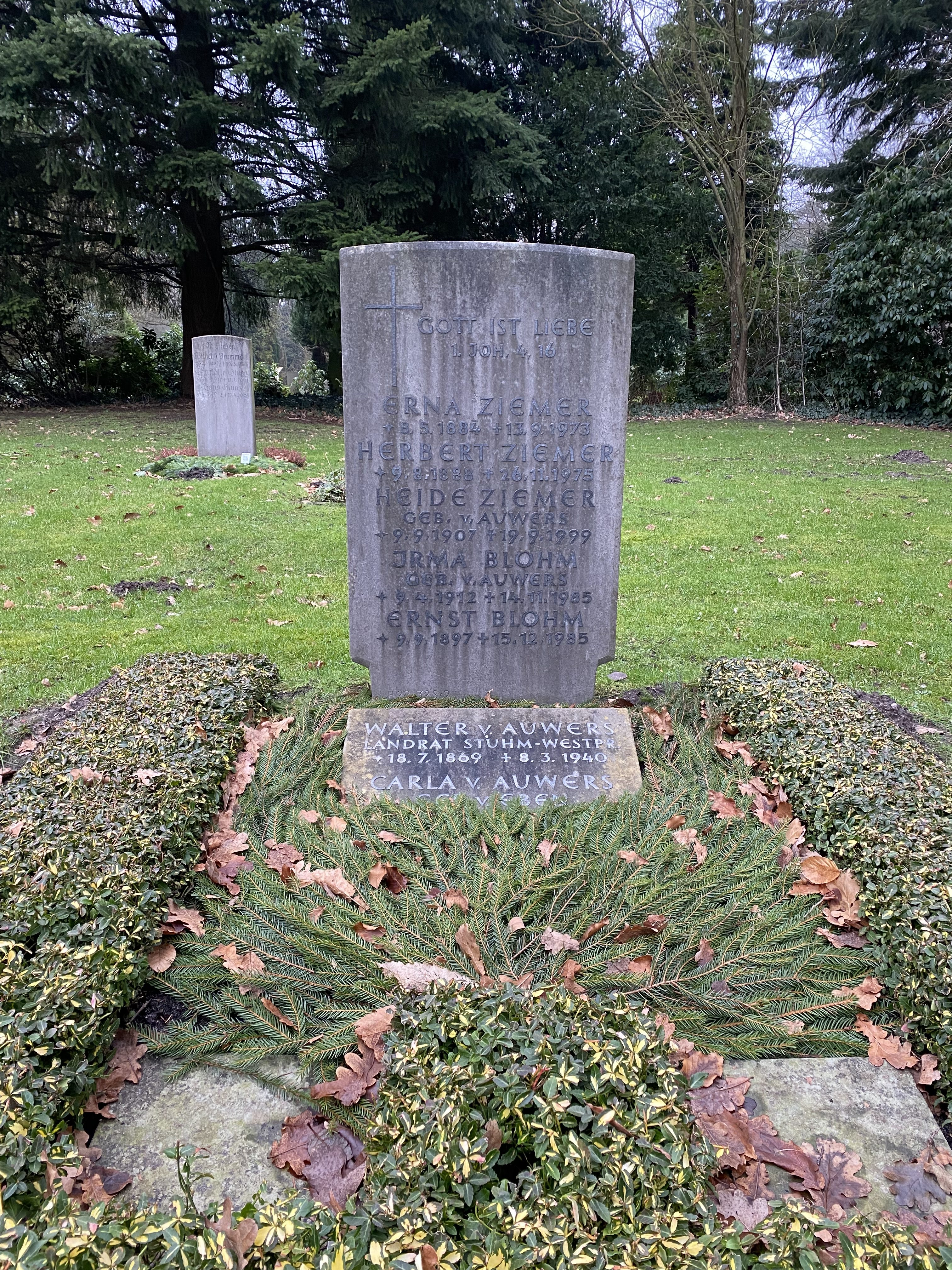
Grabstätte auf dem Friedhof Ohlsdorf

Walter Gottfried Auwers, seit 1912 von Auwers (* 18. Juli 1869 in Berlin; † 8. März 1940 ebenda) war ein deutscher Jurist und Politiker.

## Leben
Er ist einer von drei Söhnen des Arthur von Auwers. Einer seiner Brüder war der Chemiker Karl von Auwers.
Der promovierte Jurist Walter Auwers stand dem Kreis Stuhm vom 22. Oktober 1904 bis 29. November 1922 als Landrat vor.
Walter von Auwers wurde auf dem Hamburger Friedhof Ohlsdorf beigesetzt. Die Grabstätte liegt im Planquadrat H 22 östlich von Kapelle 3.